# Thiel Foundation
The Thiel Foundation ist eine US-amerikanische Privatstiftung, die 2005 von dem Milliardär Peter Thiel, Mitbegründer von PayPal und früher Investor in Facebook, gegründet und finanziert wurde. Thiel konzentriert den Großteil seiner philanthropischen Bemühungen auf das, was er als potenzielle bahnbrechende Technologien ansieht.

## Projekte
Die Thiel-Stiftung hat drei interne Hauptprojekte: die Thiel Fellowship, Imitatio und Breakout Labs.

### Thiel Fellowship
Die Thiel Fellowship (welche ursprünglich den Namen 20 under 20 trug) richtet sich an junge Visionäre unter 20 Jahren und bietet ihnen über einen Zeitraum von zwei Jahren insgesamt 100.000 US-Dollar sowie Beratung und andere Ressourcen, um die Schule oder Universität abzubrechen und sich einer anderen Aufgabe zu widmen, z. B. der wissenschaftlichen Forschung, der Gründung eines Start-ups oder der Arbeit in einer sozialen Bewegung. Die Auswahl für das Stipendium erfolgt in einem jährlichen Auswahlverfahren, bei dem jährlich etwa 20 bis 25 Stipendiaten ausgewählt werden. Peter Thiel kündigte das Stipendium auf einer Veranstaltung von TechCrunch im September 2010 an. Die erste Runde der Stipendiaten, die auf den Ende 2010 eingegangenen Bewerbungen basierte, wurde im Mai 2011 bekannt gegeben. Zu den bekannten Thiel Fellows gehört Ethereum-Gründer Vitalik Buterin, der 2014 ein Stipendium erhielt.

### Imitatio
Imitatio ist ein von der Thiel Foundation finanziertes Projekt, das darauf abzielt, die Welt anhand der mimetischen Theorie von René Girard zu verstehen. Thiel wurde an der Stanford University ein Anhänger von Girard und dessen Ideen. Er unterstützt  Forschung, Bildung und Veröffentlichungen auf der Grundlage der mimetischen Theorie von René Girard.

### Breakout Lab
Breakout Labs ist eine Einrichtung, die als Teil der Thiel Foundation Zuschüsse vergibt. Breakout Labs vergibt Mittel für wissenschaftliche Forschung im Frühstadium, die zu spekulativ oder zu langfristig orientiert ist, um für den gewinnorientierten Sektor (wie z. B. Angel-Investoren und Risikokapitalgeber) interessant zu sein, aber aufgrund ihres radikalen oder ausgefallenen Charakters für herkömmliche Finanzierungsquellen wissenschaftlicher Forschung ungeeignet sein könnten. Die Zuschüsse wurden im Rahmen eines wettbewerbsorientierten Bewerbungs- und Auswahlverfahrens gewährt. Breakout Labs vergab im April 2012 erstmals Gelder. Bis 2021 hatte es über 50 Investments gemacht.

## Spenden
Im Februar 2006 unterstützte Thiel die Spendenaktion „Singularity Challenge“ des Machine Intelligence Research Institute (damals bekannt als Singularity Institute for Artificial Intelligence) von Eliezer Yudkowsky mit 100.000 Dollar. Außerdem trat er dem Beirat des Instituts bei und nahm am Singularity Summit in Stanford im Mai 2006 sowie am Summit 2011 in New York City teil. MIRI beschäftigt sich mit AI-Alignment und mögliche existenziellen Risiken durch künstliche Intelligenz. Bis 2021 spendete die Thiel Foundation insgesamt 1,6 Millionen Dollar an MIRI.
Ein weiteres Prioritätsgebiet von der Thiel Foundation ist Lebensverlängerung. Im September 2006 gab Thiel bekannt, dass er 3,5 Millionen Dollar für die Förderung der Anti-Aging-Forschung durch die Methuselah Foundation spenden würde. Thiel unterstützte die Forschung der SENS Research Foundation unter der Leitung von Aubrey de Grey, die sich für die Umkehrung der biologischen Alterung einsetzt. Die Stiftung unterstützt auch die Arbeit der Anti-Aging-Forscherin Cynthia Kenyon.
Der libertäre Thiel hat sich für die Gründung freier Privatstädte auf dem Meer durch Seasteading ausgesprochen. Am 15. April 2008 sagte Thiel dem neuen Seasteading Institute unter der Leitung von Patri Friedman 500.000 USD zu, dessen Ziel es ist, „dauerhafte, autonome Meeresgemeinschaften zu gründen, um Experimente und Innovationen mit verschiedenen sozialen, politischen und rechtlichen Systemen zu ermöglichen“. Im Februar 2010 gewährte er einen weiteren Zuschuss in Höhe von 250.000 USD, der durch weitere 100.000 USD ergänzt wurde. Im Jahr 2011 soll Thiel dem Seasteading Institute insgesamt 1,25 Millionen Dollar gespendet haben.
Die Thiel-Stiftung unterstützt auch das Committee to Protect Journalists, das sich für das Recht von Journalisten einsetzt, frei und ohne Angst vor Repressalien zu berichten, und die Human Rights Foundation, die das Oslo Freedom Forum organisiert.